# U-468
| U-468                      | U-468                                                          | U-468                                                          |
| -------------------------- | -------------------------------------------------------------- | -------------------------------------------------------------- |
|                            |                                                                |                                                                |
|                            |                                                                |                                                                |
|                            |                                                                |                                                                |
| Під прапором               | Третій рейх                                                    | Третій рейх                                                    |
| Спуск на воду              | 16 травня 1942 року                                            | 16 травня 1942 року                                            |
| Виведений зі складу флоту  | 11 серпня 1943 року                                            | 11 серпня 1943 року                                            |
| Сучасний статус            | затоплений                                                     | затоплений                                                     |
| Проєкт                     |                                                                |                                                                |
| Тип ПЧ                     | Торпедний ДПЧ                                                  | Торпедний ДПЧ                                                  |
| Основні характеристики     |                                                                |                                                                |
| Швидкість (надводна)       | 17,7 вузлів                                                    | 17,7 вузлів                                                    |
| Швидкість (підводна)       | 7,6 вузлів                                                     | 7,6 вузлів                                                     |
| Робоча глибина занурення   | 100 м                                                          | 100 м                                                          |
| Гранична глибина занурення | 220 м                                                          | 220 м                                                          |
| Екіпаж                     | 44 осіб                                                        | 44 осіб                                                        |
| Розміри                    |                                                                |                                                                |
| Довжина найбільша (по КВЛ) | 67,1 м                                                         | 67,1 м                                                         |
| Ширина корпусу найб.       | 6,2 м                                                          | 6,2 м                                                          |
| Висота                     | 9,6 м                                                          | 9,6 м                                                          |
| Середня осадка (по КВЛ)    | 4,70 м                                                         | 4,70 м                                                         |
| Водотоннажність надводна   | 769 т                                                          | 769 т                                                          |
| Озброєння                  |                                                                |                                                                |
| Артилерія                  | одна палубна гармата калібру 88-мм, одна 20-мм зенітна гармата | одна палубна гармата калібру 88-мм, одна 20-мм зенітна гармата |
| Торпедно- мінне озброєння  | 4 носових і один кормовий ТА. 14 торпед або 26 мін             | 4 носових і один кормовий ТА. 14 торпед або 26 мін             |

U-468 — німецький підводний човен типу VIIC, часів Другої світової війни.
Замовлення на будівництво човна було віддане 15 серпня 1940 року. Човен був закладений на верфі суднобудівної компанії «Deutsche Werke AG» у Кілі 1 липня 1941 року під заводським номером 299, спущений на воду 16 травня 1942 року, 12 серпня 1942 року увійшов до складу 5-ї флотилії. Також за час служби входив до складу 3-ї флотилії. Єдиним командиром човна був оберлейтенант-цур-зее Клеменс Шамонг.
Човен зробив 3 бойових походи, в яких потопив 1 судно.
Потоплений 11 серпня 1943 року в Північній Атлантиці західніше Банжула (12°20′ пн. ш. 20°07′ зх. д. / 12.333° пн. ш. 20.117° зх. д.) глибинними бомбами британського бомбардувальника «Ліберейтор». 44 члени екіпажу загинули, 7 врятовані.

## Потоплені та пошкоджені кораблі[3]
| Назва        | Тип    | Належність      | Дата            | Тоннаж (БРТ) | Вантаж | Статус    | Місце                                                       |
| Empire Light | танкер | Велика Британія | 12 березня 1943 | 6 537        | Баласт | потоплено | 53°57′ пн. ш. 46°14′ зх. д. / 53.950° пн. ш. 46.233° зх. д. |